# Équipe de Roumanie de football à la Coupe du monde 1930
L'Équipe de Roumanie de football participe à la Coupe du monde de football de 1930. Elle fait partie des quatre équipes européennes qui participent à la compétition avec la France, la Yougoslavie et la Belgique. Placée dans un groupe de trois équipes, la Roumanie est éliminée à l'issue du premier tour avec une victoire contre le Pérou et une défaite contre l'Uruguay.

## Préparation de l’événement
Comme les autres équipes européennes qui participent à la compétition, la Roumanie s'inscrit dans les derniers jours avant la clôture des inscriptions. Le roi Carol II, qui vient d'arriver au pouvoir, insiste pour que son pays participe à la Coupe du monde. L'inscription est finalement validée trois jours avant la clôture des inscriptions. Le roi choisit lui-même les 20 joueurs de la sélection et demande que chaque joueur puisse bénéficier d'un congé payé exceptionnel de trois mois pour participer à la compétition. Il menace même de fermer l'usine d'une compagnie pétrolière britannique qui refusait de donner un congé exceptionnel à ses employés sélectionnés. Finalement, la sélection au complet peut embarquer le 19 juin 1930 à Gênes sur le Conte Verde. L'équipe de France, Jules Rimet et des arbitres la rejoignent à bord à Villefranche-sur-Mer. Le navire fait ensuite escale à Barcelone pour embarquer l'équipe de Belgique, puis à Rio de Janeiro pour embarquer l'équipe brésilienne. Le Conte Verde arrive à Montevideo le 3 juillet.

## Joueurs et encadrement
Le roi Carol II avait lui-même choisi les joueurs de l’équipe de Roumanie.
| Nom                | Nom                 | Club                     | Date de naissance | J.              | Buts            |                 |                 |                 |
| Gardiens de but    | Gardiens de but     | Gardiens de but          | Gardiens de but   | Gardiens de but | Gardiens de but | Gardiens de but | Gardiens de but | Gardiens de but |
| ------------------ | ------------------- | ------------------------ | ----------------- | --------------- | --------------- | --------------- | --------------- | --------------- |
| -                  | Ion Lăpușneanu      | Sportul Studențesc       | 08.12.1908        | 2               | 0               | 0               | 0               | 0               |
| -                  | Samuel Zauber       | Maccabi Bucarest         | ?                 | 0               | 0               | 0               | 0               | 0               |
| Défenseurs         |                     |                          |                   |                 |                 |                 |                 |                 |
| -                  | Rudolf Bürger       | Chinezul Timișoara       | 31.10.1908        | 2               | 0               | 0               | 0               | 0               |
| -                  | Iosif Czako         | UDR Reșița               | 11.06.1906        | 1               | 0               | 0               | 0               | 0               |
| -                  | Adalbert Steiner    | Chinezul Timișoara       | 24.01.1907        | 1               | 0               | 0               | 0               | 0               |
| Milieux de terrain |                     |                          |                   |                 |                 |                 |                 |                 |
| -                  | Alexandru Borbely   | Belvedere Bucarest       | ?                 | 0               | 0               | 0               | 0               | 0               |
| -                  | Alfred Eisenbeisser | Dragoș Vodă Cernăuți     | 07.04.1908        | 2               | 0               | 0               | 0               | 0               |
| -                  | László Raffinsky    | Juventus Bucarest        | 23.04.1905        | 2               | 0               | 0               | 0               | 0               |
| -                  | Corneliu Robe       | Olimpia Bucarest         | 23.05.1908        | 1               | 0               | 0               | 0               | 0               |
| -                  | Petre Steinbach     | Unirea Tricolor Bucarest | 01.01.1906        | 0               | 0               | 0               | 0               | 0               |
| -                  | Rudolf Steiner      | Chinezul Timișoara       | ?                 | 0               | 0               | 0               | 0               | 0               |
| -                  | Emerich Vogl        | Juventus Bucarest        | 12.08.1905        | 2               | 0               | 0               | 0               | 0               |
| Attaquants         |                     |                          |                   |                 |                 |                 |                 |                 |
| -                  | Ștefan Barbu        | Gloria Arad              | 02.03.1908        | 2               | 1               | 0               | 0               | 0               |
| -                  | Adalbert Deșu       | UDR Reșița               | 1909              | 2               | 1               | 0               | 0               | 0               |
| -                  | Andrei Glanzmann    | FC Bihor Oradea          | 27.03.1907        | 0               | 0               | 0               | 0               | 0               |
| -                  | Elemer Kocsis       | FC Bihor                 | 27.02.1910        | 0               | 0               | 0               | 0               | 0               |
| -                  | Nicolae Kovacs      | Banatul Timișoara        | 23.11.1911        | 2               | 0               | 0               | 0               | 0               |
| -                  | Constantin Stanciu  | Venus Bucarest           | 1911              | 1               | 1               | 0               | 0               | 0               |
| -                  | Ilie Subășeanu      | Olimpia Bucarest         | 1906              | 0               | 0               | 0               | 0               | 0               |
| -                  | Rudolf Wetzer       | Juventus Bucarest        | 17.03.1901        | 2               | 0               | 0               | 0               | 0               |
| Sélectionneur      |                     |                          |                   |                 |                 |                 |                 |                 |
|                    | Costel Rădulescu    |                          | 05.10.1896        |                 |                 |                 |                 |                 |

## Compétition

### Premier tour
La Roumanie entame son tournoi par une victoire 3-1 contre le Pérou à Montevideo. Ce match, avec 300 spectateurs est celui avec la plus faible affluence de l'histoire pour un match de Coupe du monde. La Roumanie est ensuite battue 4-0 par le pays-hôte, l'Uruguay. Puisque seule la première équipe du groupe se qualifie en demi-finale, la Roumanie est éliminée.

#### Roumanie-Pérou
| 14 juillet 1930                     | Roumanie                                                                                                | 3 – 1   | Pérou | Estadio Pocitos (Montevideo)                  |                                               |
| 14 h 50 · Historique des rencontres | Deșu 2e · Barbu 79e · Stanciu 89e                                                                       | (1 - 0) | 75e Souza Ferreira                                                                                                   | Spectateurs : 300 Arbitrage : Alberto Warnken | Spectateurs : 300 Arbitrage : Alberto Warnken |
| 14 h 50 · Historique des rencontres | Rapport                                                                                                 |         | | Spectateurs : 300 Arbitrage : Alberto Warnken | Spectateurs : 300 Arbitrage : Alberto Warnken |
| 14 h 50 · Historique des rencontres | Lăpușneanu - Bürger, A. Steiner - Eisenbeisser, Vogl, Raffinsky - Kovacs, Deșu, Wetzer , Stanciu, Barbu | Équipes | Valdivieso - De las Casas, Soria - Galindo ( 56e), García, Valle - Lores, Villanueva, Denegri, Neyra, Souza Ferreira | Spectateurs : 300 Arbitrage : Alberto Warnken | Spectateurs : 300 Arbitrage : Alberto Warnken |

#### Uruguay-Roumanie
| 21 juillet 1930                     | Uruguay                                                                                                 | 4 – 0   | Roumanie                                                                                        | Stade Centenario (Montevideo)                  |                                                |
| 14 h 50 · Historique des rencontres | Dorado 7e · Scarone 28e · Anselmo 31e · Cea 80e                                                         | (3 - 0) |                                                                                                 | Spectateurs : 70 022 Arbitrage : Gilberto Rêgo | Spectateurs : 70 022 Arbitrage : Gilberto Rêgo |
| 14 h 50 · Historique des rencontres | Rapport                                                                                                 |         |                                                                                                 | Spectateurs : 70 022 Arbitrage : Gilberto Rêgo | Spectateurs : 70 022 Arbitrage : Gilberto Rêgo |
| 14 h 50 · Historique des rencontres | Ballestero - Mascheroni, Nasazzi - Andrade, Fernández, Gestido - Dorado, Scarone, Anselmo, Cea, Iriarte | Équipes | Lăpușneanu - Bürger, Czako - Eisenbeisser, Vogl, Robe - Kovacs, Deșu, Wetzer , Raffinsky, Barbu | Spectateurs : 70 022 Arbitrage : Gilberto Rêgo | Spectateurs : 70 022 Arbitrage : Gilberto Rêgo |

#### Classement
| Rang | Équipe   | Pts | J | G | N | P | Bp | Bc | Diff |  | Résultats (▼ dom., ► ext.) |  |     |     |
| ---- | -------- | --- | - | - | - | - | -- | -- | ---- |  | -------------------------- |  | --- | --- |
| 1    | Uruguay  | 4   | 2 | 2 | 0 | 0 | 5  | 0  | +5   |  | Uruguay                    |  | 4-0 | 1-0 |
| 2    | Roumanie | 2   | 2 | 1 | 0 | 1 | 3  | 5  | -2   |  | Roumanie                   |  |     | 3-1 |
| 3    | Pérou    | 0   | 2 | 0 | 0 | 2 | 1  | 4  | -3   |  | Pérou                      |  |     |     |